# Hampshire
För andra betydelser, se Hampshire (olika betydelser).
Hampshire (förkortas ibland till Hants) är ett ceremoniellt och administrativt grevskap i England. Hampshire ligger vid kusten i regionen Sydöstra England och gränsar mot Dorset, Wiltshire, Berkshire, Surrey och West Sussex.
Hampshire är en populär semesterplats med flera kuststäder. New Forest, som blev nationalpark 2005, och en stor del av South Downs ligger i grevskapet. Västra delen av South Downs nationalpark ligger inom grevskapet.
Administrativ huvudort är Winchester, som under medeltiden var huvudstad först i kungariket Wessex, och därefter i England fram till normandernas erövring år 1066.
I Hampshire föddes bland annat Jane Austen och Pam Gems. Jane Austen bodde där 1775–1801.

## Administrativ indelning
Hampshire är dels ett ceremoniellt grevskap (ceremonial county), dels ett administrativt grevskap som är en typ av sekundärkommun (non-metropolitan county). Det administrativa grevskapet är indelat i elva distrikt (non-metropolitan districts), som är en typ av primärkommun. Inom det ceremoniella grevskapet finns även två enhetskommuner, Southampton och Portsmouth, som verkar både som primärkommun och som sekundärkommun. 
| Nr | Distrikt / Enhetskommun | Administrativt grevskap | Distrikten i det ceremoniella grevskapet Hampshire             |
| -- | ----------------------- | ----------------------- | -------------------------------------------------------------- |
| 1  | Test Valley             | Hampshire               | Rött: Administrativa grevskapet Hampshire Gult: Enhetskommuner |
| 2  | Basingstoke and Deane   | Hampshire               | Rött: Administrativa grevskapet Hampshire Gult: Enhetskommuner |
| 3  | Hart                    | Hampshire               | Rött: Administrativa grevskapet Hampshire Gult: Enhetskommuner |
| 4  | Rushmoor                | Hampshire               | Rött: Administrativa grevskapet Hampshire Gult: Enhetskommuner |
| 5  | Winchester              | Hampshire               | Rött: Administrativa grevskapet Hampshire Gult: Enhetskommuner |
| 6  | East Hampshire          | Hampshire               | Rött: Administrativa grevskapet Hampshire Gult: Enhetskommuner |
| 7  | New Forest              | Hampshire               | Rött: Administrativa grevskapet Hampshire Gult: Enhetskommuner |
| 8  | Southampton             | Southampton             | Rött: Administrativa grevskapet Hampshire Gult: Enhetskommuner |
| 9  | Eastleigh               | Hampshire               | Rött: Administrativa grevskapet Hampshire Gult: Enhetskommuner |
| 10 | Fareham                 | Hampshire               | Rött: Administrativa grevskapet Hampshire Gult: Enhetskommuner |
| 11 | Gosport                 | Hampshire               | Rött: Administrativa grevskapet Hampshire Gult: Enhetskommuner |
| 12 | Portsmouth              | Portsmouth              | Rött: Administrativa grevskapet Hampshire Gult: Enhetskommuner |
| 13 | Havant                  | Hampshire               | Rött: Administrativa grevskapet Hampshire Gult: Enhetskommuner |